# Riccardo Chailly

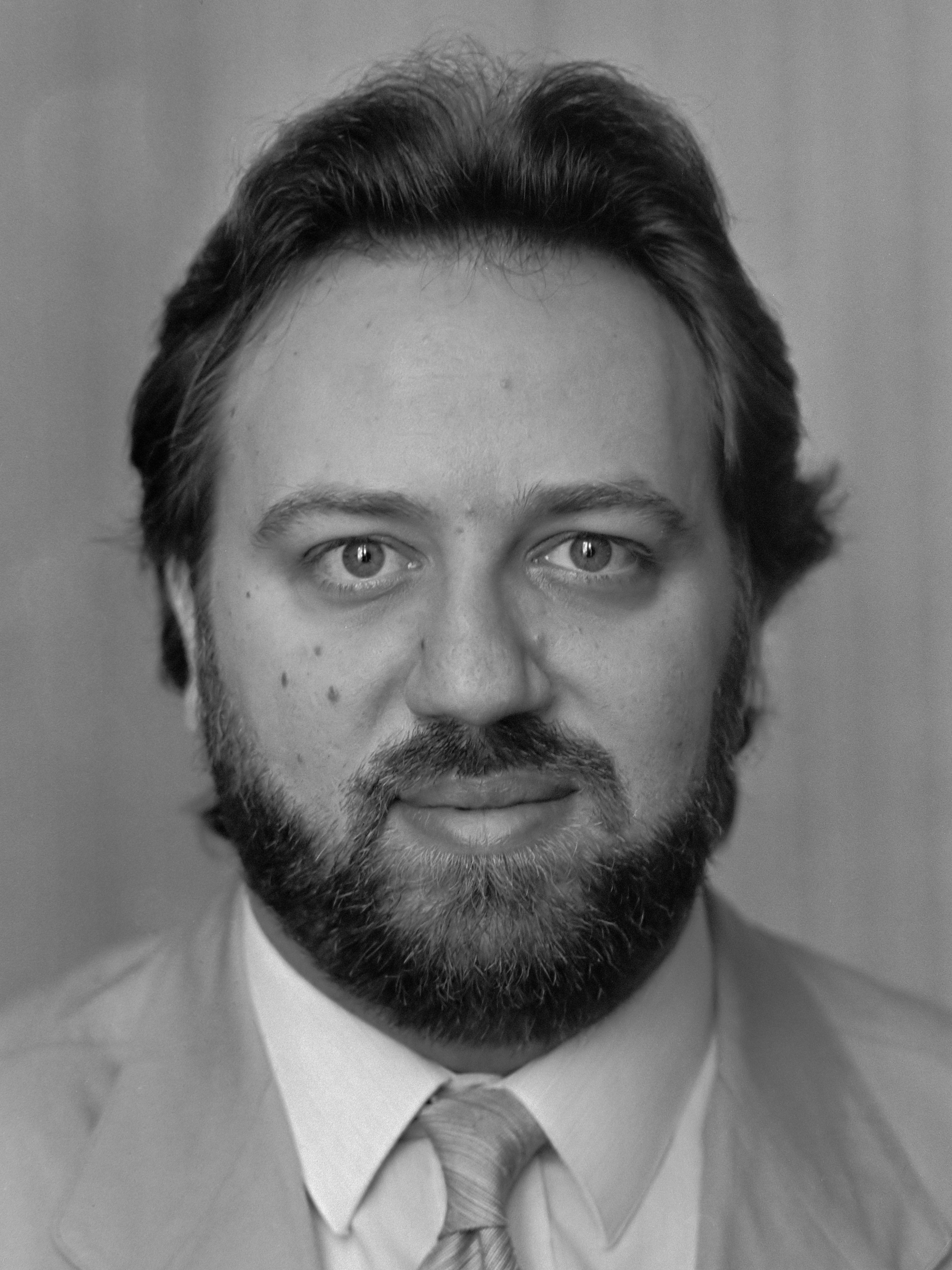
Riccardo Chailly (1986)

Riccardo Chailly (Milão, 20 de fevereiro de 1953) é um maestro italiano, famoso por reger óperas e obras sinfônicas.

## Biografia
Chailly nasceu em Milão numa família musical, e estudou composição com seu pai, Luciano Chailly. Chailly estudou nos conservatório de músicas de Perugia e Milão. Estudou, posteriormente, condução com Franco Ferrara. Aos vinte anos se tornou assistente do maestro Claudio Abbado no La Scala, e fez sua estréia como maestro em 1978; logo fez aparições na Ópera Estatal de Viena, no Metropolitan Opera, no Royal Opera House, no Festival de Salzburgo e na Ópera Estatal Bávara. De 1982 até 1988, Chailly foi o maestro principal da Orquestra Sinfônica da Rádio de Berlim e de 1983 até 1986 foi o principal maestro convidado da Orquestra Filarmônica de Londres. De 1986 até 1993 ele conduziu o Teatro Municipal de Bolonha. Chailly fez sua estreia com a Orquestra Concertgebouw em 1985. De 1988 até 2004 foi o maestro chefe da Orquestra Real do Concertgebouw, onde ele se empenhou no repertório de Mahler, Bruckner, do século XX e obras contemporâneas. Em 1995 ele conduziu o Festival Mahler, celebrando para comemorar o centésimo aniversário do primeiro concerto de Mahler no Concertgebouw. Chailly conduziu a Ópera Holandesa, com a produção de Don Carlo de Verdi. Em 1986, Chailly conduziu a Orquestra do Gewandhaus de Leipzig pela primeira vez no Festival de Salzburgo, depois de Herbert von Karajan tê-lo introduzido na orquestra. Em agosto de 2005 passou a ser maestro-chefe da orquestra e diretor geral da Ópera de Leipzig. Seu contrato com a Orquestra Gewandhaus Leipzig vai até 2015. Nos Estados Unidos ele conduziu a Orquestra Sinfônica de Chicago, a Orquestra Filarmônica de Nova Iorque, a Orquestra de Cleveland e a Orquestra da Filadélfia.
Chailly tem uma filha do primeiro casamento e um enteado do segundo casamento, com Gabriella Terragni.